# Spinactaletes
Genre
Spinactaletes est un genre de collemboles de la famille des Actaletidae.

## Distribution
Les espèces de ce genre se rencontrent aux Caraïbes.

## Liste des espèces
Selon Checklist of the Collembola of the World (version du 14 septembre 2019) :
- Spinactaletes aebianus Soto-Adames, 1988
- Spinactaletes bellingeri Soto-Adames, 1988
- Spinactaletes boneti (Parisi, 1972)
- Spinactaletes calcalectoris Soto-Adames, 1988
- Spinactaletes calcarius (Bellinger, 1962)
- Spinactaletes campylorachis Soto-Adames & Guillén, 2011
- Spinactaletes deltalus Soto-Adames & Guillén, 2011
- Spinactaletes myoptesimus Soto-Adames, 1988
- Spinactaletes nemyops (Soto-Adames, 1987)
- Spinactaletes venezuelensis (Najt & Rapoport, 1972)

## Publication originale
- Soto-Adames, 1988 : Revision de la familia Actaletidae Borner, 1902 (Insecta: Collembola). Carribean Journal of Science, no 24, no 3/4, p. 161-196.